# Vordere Reichskreise

Karte der Reichskreise nach der Reichsreform Maximilians I. Die Vorderen Reichskreise sind rot umrandet, die nur teilweise als Vordere Reichskreise gezählten Kreise rot gestrichelt umrandet.

Die Vorderen Reichskreise wurden die Reichskreise genannt, die im Westen des Heiligen Römischen Reichs lagen. Sie waren wegen ihrer Lage entlang der Reichsgrenze gegen Frankreich stets gefährdet und hatten vor allem in der Zeit der Expansionsbestrebungen Ludwigs XIV. ein besonderes Sicherheitsbedürfnis. Daher bildeten sie mehrmals – in unterschiedlichen Zusammensetzungen – lose Kreisassoziationen zur gemeinsamen Verteidigung.

## Entstehung
Während des Pfälzischen Erbfolgekrieges erwiesen sich die Institutionen des Reiches und insbesondere der Reichstag als handlungsunfähig. Auch die Reichskriegsverfassung von 1681/82 erschien als nicht sehr effektiv. Insbesondere auf Initiative von Ludwig Wilhelm von Baden schlossen sich am 23. Januar 1697 in Frankfurt am Main der Fränkische, der Kurrheinische, der Oberrheinische, der Schwäbische und der Westfälische Reichskreis zu einer Verteidigungsassoziation zusammen („Frankfurter Assoziation“). Der Bayerische Reichskreis hatte sich kurz vor der Unterzeichnung von diesem Bündnis zurückgezogen.
Alle Mitglieder sagten zu, sowohl im Krieg als auch im Frieden ihre Truppen bereitzuhalten. Man verabredete die Aufstellung einer Reichsarmee, die im Frieden 40.000 und in Kriegszeiten 60.000 Mann umfassen sollte.
Mit der Schaffung eines stehenden Heeres auf regionaler Basis ging die Assoziation über die vielfach nicht beachteten Bestimmungen der Reichskriegsverfassung hinaus. Letztlich konnte das Bündnis notfalls auch unabhängig vom Kaiser und dem Reichstag handeln.
Dennoch wurde der Zusammenschluss von Leopold I. wohlwollend betrachtet. Das Bündnis stellte sich ausdrücklich unter die kaiserliche Oberaufsicht.
Allerdings konnte das Bündnis nichts an dem Grundproblem ändern, dass die großen, armierten Reichsstände kaum bereit waren, ihre Truppen der jeweiligen Kreisarmee anzugliedern. Insofern blieb die tatsächliche Bedeutung des Bündnisses begrenzt.

## Mitglieder
Zu den Vorderen Reichskreisen zählten
- der Schwäbische Reichskreis
- der Fränkische Reichskreis
- der Oberrheinische Reichskreis
- der Kurrheinische Reichskreis,
- der Niederrheinisch-Westfälische Reichskreis

In der Forschung werden teilweise auch folgende Kreise zu den Vorderen Reichskreisen gezählt:
- der Bayerische Reichskreis
- der Österreichische Reichskreis

Die beiden letzteren spielten wegen ihrer von Frankreich weiter entfernten Lage und wegen ihrer inneren Struktur oftmals eine zurückhaltendere Rolle, während die anderen Vorderen Reichskreise bei ihren Verteidigungsbemühungen sehr aktiv waren. Dies gilt vor allem für den Schwäbischen und den Fränkischen Reichskreis, die aus besonders vielen kleineren Kreisständen bestanden.